# Пласка черепаха великоголова пантанальська
Пласка черепаха великоголова пантанальська (Acanthochelys macrocephala) — вид черепах з роду Болотна пласка черепаха родини Змієшиї черепахи.

## Опис
Загальна довжина карапакса сягає 23,5 см. Спостерігається статевий диморфізм: самиці більші за самців. Голова дуже широка. Шия довга. Карапакс широкий, овальної форми. Пластрон доволі широкий.
Карапакс має темно- і чорно-коричневий колір зі світлими просвітами. У молодих черепах на щитках є світло-коричневі смужки. Пластрон та перетинка між ним та карапаксом жовтого забарвлення з темним пігментом, який пропадає з віком. Голова темно-сірого кольору зверху і кремова або жовта знизу. Щелепи сірувато-жовті. На підборідді є 2 вусики. Шия і кінцівки сіро-коричневі зверху та жовті знизу.

## Спосіб життя
Полюбляє болотисті місцини, річки з повільною течією. Харчується переважно равликами, а також полює на дрібних безхребетних.
Відкладання яєць починається наприкінці сезону дощів — у квітні—травні, новонароджені з'являються між груднем і березнем. У кладці 4—8 круглих яєць білого кольору, розміром 28–32,5 × 25,8–31 мм, вагою 11–20 г, з твердою шкаралупою. Термін інкубації близько 6 місяців. Розмір новонароджених 3,8 мм, які мають помаранчево-червоні плями на карапаксі, пластроні та з боків шиї.

## Розповсюдження
Мешкає у верхів'ях річки Маморе у Болівії, низовинах Пантанал вздовж річки Парагвай у штаті Мату-Гросу у Бразилії, Парагваї, північній Аргентині.